# Emil Dusiska
Emil Dusiška (* 27. April 1914 in Berlin; † 24. Dezember 2002 in Todtmoos) war ein deutscher Politiker der Sozialistischen Einheitspartei Deutschlands (SED), Journalist und Hochschullehrer in der Deutschen Demokratischen Republik (DDR). Er war von 1967 bis 1979 Direktor der Sektion Journalistik an der Karl-Marx-Universität Leipzig und zeitweise Mitglied der Agitationskommission beim Zentralkomitee (ZK) der SED. Von 1972 bis 1982 war er zudem Generalsekretär der Internationalen Vereinigung zur Erforschung der Massenkommunikation (IAMCR) bei den Vereinten Nationen (UNO).

## Leben
Dusiška, Sohn eines Arbeiters, ging nach dem Abschluss der Mittelschule 1930 in die Lehre als Stein- und Offsetdrucker. 1927 wurde er Mitglied der christlichen Kinderfreunde und 1929 der Sozialistischen Arbeiter-Jugend (SAJ). Für diese war er Bildungsobmann und Mitglied des Kreisvorstands Berlin-Lichtenberg. Nach der Machtübernahme der Nationalsozialisten und dem Verbot der SAJ im Juni 1933 leistete Dusiška illegale Widerstandsarbeit. Bis 1939 war er als Hilfsarbeiter, Kalkulator, Sekretär, Einkäufer und Abteilungsleiter tätig und wurde dann Chefdisponent und Betriebsleiter einer Berliner Großdruckerei.
Nach dem Ende des Zweiten Weltkriegs wurde Dusiška Mitglied der Kommunistischen Partei Deutschlands (KPD) und 1946 der SED. Von Juni bis November 1945 war er Bezirksrat für Wirtschaft und von Dezember 1945 bis November 1948 Stellvertreter des Stadtrats für Wirtschaft in Berlin-Friedrichshain. Im Mai 1948 wurde er Magistratsdirektor und stellvertretender Leiter der Abteilung Wirtschaft im Magistrat von Groß-Berlin und war von Dezember 1948 bis Juli 1950 Direktor der Abteilung Wirtschaft des Magistrats von Ost-Berlin.
1949/50 besuchte Dusiška die Parteihochschule „Karl Marx“ der SED und wurde danach Leiter des Ressorts Wirtschaft des SED-Zentralorgans Neues Deutschland. Von 1955 bis 1965 war er Mitarbeiter und Mitglied der Agitationskommission beim ZK der SED.
1965 wurde Dusiška am Institut für Gesellschaftswissenschaften beim ZK der SED (IfG) promoviert und wurde noch im selben Jahr Professor mit vollem Lehrauftrag für „Theorie und Praxis des sozialistischen Pressewesens“ an der Universität Leipzig. Von 1967 bis 1979 war er Dekan der Journalistischen Fakultät bzw. Direktor der Sektion Journalistik. Außerdem war er seit 1968 Mitglied des Präsidiums des Verbands der Journalisten der DDR (VDJ) und der Internationalen Vereinigung zur Erforschung der Massenkommunikation (IAMCR) bei der UNO. Von 1972 bis 1982 war er deren Generalsekretär.

## Ehrungen
- 1955 Vaterländischer Verdienstorden (DDR)
- 1958 Banner der Arbeit (DDR)
- 1964 Artur-Becker-Medaille in Gold (DDR)
- 1974 Vaterländischer Verdienstorden in Gold (DDR)
- 1984 Ehrendoktor der Universität Leipzig